# Cimbori
En arquitectura, el cimbori o xumbòria és el cos cilíndric o poligonal que serveix de base a la cúpula. El terme, derivat del llatí ciborium, també serveix per a designar l'edicle a l'interior d'algunes esglésies que se situa sobre l'altar en forma de baldaquí; de fet, la majoria de llengües europees atorguen a ciborium aquesta darrera accepció, mentre que per a la primera utilitzen la variant corresponent de "torre-llanterna". Un objectiu principal per al seu ús és l'entrada de llum solar que proporcionen les obertures que s'hi practiquen; un altre és l'amplitud espacial que genera a l'interior, davant de l'absis.
No és un element exclusiu de l'arquitectura religiosa, encara que és en els temples on s'arriba a la seva màxima utilització. En efecte, en les esglésies de planta en forma de creu, bé sigui llatina o bé grega, es produïx un espai de trobada entre la nau principal i el transsepte que rep el nom de creuer. És habitual que aquest àmbit es cobreixi mitjançant una cúpula elevada sobre un cimbori.
Segons que l'amplària del transsepte sigui o no igual a la de la nau, el creuer és un quadrat perfecte o un rectangle; en tot cas, els seus quatre costats van constituïts per sengles arcs torals sobre els quals s'alça el cimbori. Atès que aquest és de planta circular o octogonal, mentre que el creuer és un quadrilàter, per a realitzar el degut seient es disposen en els quatre vèrtexs d'aquest últim altres tantes peces estructurals amb volta, ja sigui en forma de triangles esfèrics, en aquest cas es denominen petxines, o de voladissos fora del mur en forma de vanos corbats, que es designen com a trompes. El cimbori sol anar calat per buits o lluernes que alleugen el seu pes i propicien la il·luminació superior.

## Galeria
- Cada cara del tambor mostra dos registres, cadascun dels quals amb un gran finestral amb calats gòtics
- En els vèrtexs dels arcs torals, sobre les figures de sants, s'ubiquen sengles trompes que permeten passar de la planta quadrangular del creuer a l'octogonal del cimbori
- Unes teules cobreixen la volta, que es corona amb un campanar de ferro (en altres casos, en el lloc del campanar es pot instal·lar un llanternó)